# Sidogede (Belitang)
Sidogede is een bestuurslaag in het regentschap Ogan Komering Ulu van de provincie Zuid-Sumatra, Indonesië. Sidogede telt 2406 inwoners (volkstelling 2010).